# Dandara de Oliveira Ramos
Dandara de Oliveira Ramos (06 de janeiro de 1988) é uma psicóloga, epidemiologista e professora universitária brasileira. Mestre em Psicologia Social (PPGPSI-UERJ, 2012) e Doutora em Saúde Coletiva, com ênfase em Epidemiologia (IMS-UERJ, 2017), atua no âmbito da saúde da criança e do adolescente, psicologia do desenvolvimento, primeira infância, desigualdades raciais e racismo, além de contribuir para avanços metodológicos para a pesquisa em saúde. Membro Júnior da Academia de Ciências da Bahia desde 2021, Vice-presidente da Associação Brasileira de Saúde Coletiva (ABRASCO) de 2024 a 2027. Pesquisadora Associada do Centro de Integração de Dados e Conhecimentos para a Saúde (CIDACS-Fiocruz Bahia) e Pesquisadora Sênior da de Pesquisa Iyaleta]. Integra o Comitê Científico do Núcleo Ciência pela Infância] e o Inteligência da Fundação Maria Cecília Souto Vidigal].
Dentre seus principais trabalhos, destaca-se o artigo cash transfer program and child mortality: A cross-sectional analysis nested within the 100 Million Brazilian Cohort”], que apresenta uma avaliação do impacto do Programa Bolsa Família na mortalidade de crianças de 1 a 4 anos. Organizou o livro “Racism and Human Development”], publicado pela editora Springer, uma das primeiras obras a discutir a temática racial em relação com a psicologia do desenvolvimento no Brasil. Este livro] foi traduzido para a língua portuguesa e publicado pela Editora da Universidade Federal da Bahia (EdUFBA).

## Biografia
Natural do Rio de Janeiro, passou sua infância e adolescência no subúrbio e baixada fluminense. É a mais velha de três irmãos, o cientista político e articulador cultural Nassor de Oliveira Ramos, e a gestora em educação e agilista Naomy de Oliveira Ramos.

## Trajetória acadêmica e profissional
Sua trajetória acadêmica se inicia com o ingresso no curso de Psicologia da Universidade do Estado do Rio de Janeiro, em 2004. Ao longo de sua graduação, dedicou ao estudo do desenvolvimento infantil e na adolescência, enquanto bolsista de iniciação científica (CNPq) no Grupo de Pesquisa Interação Social e Desenvolvimento. A graduação foi concluída em 2010, com o trabalho intitulado “Modelos de futuro e expectativas de vida de jovens em diferentes contextos: uma abordagem evolucionista”, realizado sob orientação da Prof. Emérita Dra. Maria Lucia Seidl-de-Moura. 
No curso de Mestrado em Psicologia Social, realizado no Programa de Pós-Graduação em Psicologia Social, dedicou-se ao estudo das desigualdades na exposição a violência e pobreza, e seu efeito sobre as metas futuras de adolescentes e jovens. A dissertação foi intitulada “Metas de Realização e Expectativas de vida de jovens do Rio de Janeiro em contextos distintos”, concluída em 2012, também sob orientação da Prof. Emérita Dra. Maria Lucia Seidl-de-Moura.
No Doutorado, ingressou na área de Saúde Coletiva e dedicou-se ao desenvolvimento da saúde de adolescentes, na tese intitulada “Efeito da exposição à violência e outras variáveis contextuais sobre os comportamentos de risco de adolescentes brasileiros”, orientada pelo Prof. Dr. Paulo Nadanovsky e co-orientada pela Prof. Emérita Dra. Maria Lucia Seidl-de-Moura, defendida em 2017. 
No estágio de Pós-Doutorado (2017-2019), desenvolve o estudo Avaliação de Impacto do Programa Bolsa Família na mortalidade na Infância, integrado a Coorte de 100 Milhões do CIDACS-Fiocruz Bahia. Este estudo destacou-se por ser a maior análise de dados individuados a mensurar o impacto de um programa de transferência condicionada de renda sobre a saúde infantil.
Desde 2019, Dandara integra o quadro docente da Universidade Federal da Bahia enquanto docente de Epidemiologia nos cursos de graduação e pós-graduação (lato e stricto sensu).